# Ludwig K. Walter
Ludwig K. Walter (* 9. Dezember 1937 in Haag in der Oberpfalz) ist ein deutscher römisch-katholischer Theologe und Bibliothekar.

## Leben
Nach dem Abitur 1957 in Straubing studierte er Philosophie und Physik, Geschichte, Pädagogik, Psychologie und Volkswirtschaft an der Philosophisch-theologischen Hochschule Regensburg und ab 1959 Universität München, wo er 1963 sein theologisches Diplom erhielt. Er promovierte 1967 zum Dr. theol. bei Werner Dettloff und Michael Schmaus in München. Ab 1968 absolvierte er das Referendariat für den höheren Bibliotheksdienst an der Bayerischen Staatsbibliothek in München (1970 Bibliotheksassessor). Ab 1974 war er Fachreferent für Philosophie, Psychologie und ab 1979 auch für Theologie an die Universitätsbibliothek Würzburg. 1991 wurde er Bibliotheksdirektor mit wechselnden Zuständigkeiten für Katalogabteilung, Erwerbungsabteilung, Teilbibliotheken. Ab 1993 leitete er auch die Hofbibliothek Aschaffenburg im Nebenamt. 2002 trat er in den Ruhestand.

## Schriften (Auswahl)
- Das Glaubensverständnis bei Johannes Duns Scotus. München 1968.
- Bibliotheksführer Theologie in Würzburg. Würzburg 1995, ISBN 3-923959-29-X.
- Katalog der Wiegendrucke der Stiftsbibliothek zu Aschaffenburg. Würzburg 1999, ISBN 3-87717-058-7.
- Dozenten und Graduierte der Theologischen Fakultät Würzburg 1402 bis 2002. Würzburg 2010, ISBN 978-3-87717-069-4.